# Wild Wild Racing
Wild Wild Racing est un jeu vidéo de course de buggys sorti en novembre 2000 sur PlayStation 2. Il a été édité par Virgin Interactive et développé par Rage Software.

## Système de jeu
Au volant d'un buggy, le joueur participe à divers modes de course : course, course contre la montre, championnat et challenge. Ce jeu est aussi jouable à deux joueurs en écran séparé.

## Accueil
- Jeuxvideo.com : 15/20[1]